# 平戸 (防護巡洋艦)
|          |                                                                             |
| 艦歴     |                                                                             |
| 計画     | 明治40年度補充艦艇費                                                        |
| 発注     | 1909年8月27日契約                                                           |
| 起工     | 1910年8月10日                                                               |
| 進水     | 1911年6月29日                                                               |
| 竣工     | 1912年6月17日                                                               |
| 除籍     | 1940年4月1日                                                                |
| その後   | 1947年 解体                                                                 |
| 要目     |                                                                             |
| 排水量   | 常備：5,000トン                                                             |
| 全長     | 144.8 m / 134.1m（垂線間長）/140.5m（水線長）                               |
| 最大幅   | 14.2m                                                                       |
| 吃水     | 5.1m                                                                        |
| 機関     | イ号艦本式混焼罐×16基 カーチス式タービン直結方式×2基、2軸推進、22,500hp馬力 |
| 燃料     |                                                                             |
| 速力     | 26.0kt                                                                      |
| 航続距離 |                                                                             |
| 乗員     | 414名                                                                       |
| 兵装     | 45口径15.2cm単装砲8門 40口径7.6cm単装砲4門 45.7cm水上魚雷発射管3門          |
| 装甲     | 舷側：89mm 甲板水平部：22mm 甲板傾斜部：57mm 司令塔：102mm                  |
| その他   | 信号符字：GQHS（竣工時）                                                    |

平戸（ひらと）は、日本海軍の防護巡洋艦。筑摩型の3番艦である。

## 艦歴
1910年、川崎造船所(神戸)で起工、1912年6月17日に竣工し、二等巡洋艦に類別。日本海軍の巡洋艦として初めてタービン機関を採用し、同型艦三隻にはそれぞれ異なるタイプの機関を搭載している。
第一次世界大戦では、南洋諸島占領作戦に参加、さらに南シナ海、南太平洋方面の作戦に従事した。1925年から1937年までおもに中国水域の警備活動に従事。
1932年の第一次上海事変に際しては熱河作戦の支援を行った。
1940年4月1日に除籍され廃艦第11号と仮称、海軍兵学校に繋留し練習船として使用した。
1943年12月には兵学校岩国分校に回航し終戦を迎えた。
1945年に浸水着底し、1947年1月5日から4月20日にかけて東京サルベージにより解体され、船体は岩国港の防波堤となった。

## 艦長
※『日本海軍史』第9巻・第10巻の「将官履歴」及び『官報』に基づく。階級は就任時のもの。
- 山中柴吉 大佐：1912年3月9日 - 12月1日

兼海軍艦政本部艤装員（1912年3月9日 - 6月17日）
兼呉海軍工廠艤装員（1912年6月17日 - 7月31日）
- 野村房次郎 大佐：1912年12月1日 - 1913年12月1日
- 幸田銈太郎 大佐：1913年12月1日 -
- 金丸清緝 大佐：1914年12月1日 - 1915年12月13日
- 生野太郎八 大佐：1915年12月13日 - 1916年12月1日
- （心得）小林躋造 中佐：1916年12月1日 - 1917年4月1日
- 小林躋造 大佐：1917年4月1日 - 1917年12月1日
- 菅沼周次郎 大佐：1917年12月1日 - 1918年12月1日
- 小山武 大佐：1918年12月1日 - 1919年5月26日
- 寺岡平吾 大佐：1919年5月26日 - 1919年6月10日[6]
- 志賀巳之治 大佐：1919年6月10日[6] - 1919年12月1日[7]
- 永野修身 大佐：1919年12月1日[7] - 1920年12月1日
- 松坂茂 大佐：1920年12月1日[8] - 1922年3月15日[9]
- （兼）高倉正治 大佐：1922年3月15日[9] - 1922年5月15日[10]
- 松本匠 大佐：1922年5月15日 - 1923年4月1日
- 金子養三 大佐：1923年4月1日 - 1923年7月20日
- 鹿江三郎 大佐：1923年7月20日 - 1924年3月25日
- 吉田善吾 大佐：1924年3月25日 - 1924年12月1日
- 福島貫三 大佐：1924年12月1日[11] - 1925年2月2日[12]
- 石田正一 中佐：1925年2月2日[12] - 1925年4月15日[13]
- 北川清 中佐：1925年4月15日 - 1925年10月15日
- （兼）今川真金 大佐：1925年10月15日[14] - 1925年11月20日[15]
- （兼）山口延一 大佐：1925年11月20日 - 1925年12月1日
- 柴山司馬 大佐：1925年12月1日 - 1926年6月1日
- 片山登 大佐：1926年6月1日 - 1927年9月28日
- 瀬崎仁平 大佐：1927年9月28日 - 1928年4月1日
- 羽仁潔 大佐：1928年4月1日[16] - 1928年12月10日[17]
- 下村敬三郎 大佐：1928年12月10日[17] - 1929年11月20日[18]
- 渋谷荘司 大佐：1929年11月20日[18] - 1930年11月20日[19]
- 丹下薫二 大佐：1930年11月20日 - 1932年5月10日
- 藤森清一朗 大佐：1932年5月10日 - 1933年4月1日
- 大島乾四郎 大佐：1933年4月1日 - 1933年8月25日
- 平岡粂一 中佐：1933年8月25日 - 1934年6月1日
- （兼）大橋五郎 中佐：1934年6月1日[20] - 1934年10月13日[21]

## 同型艦
- 筑摩 [I] - 矢矧 [I]